# Salento, Kampanien
Salento är en ort och kommun i provinsen Salerno i regionen Kampanien i Italien. Kommunen hade 1 957 invånare (2017).